# Ban Chengsomkhot
Ban Chengsomhkot – wieś położona w południowo-wschodnim Laosie, w prowincji Attapu, w dystrykcie Samakkhixay.